# أورغانون

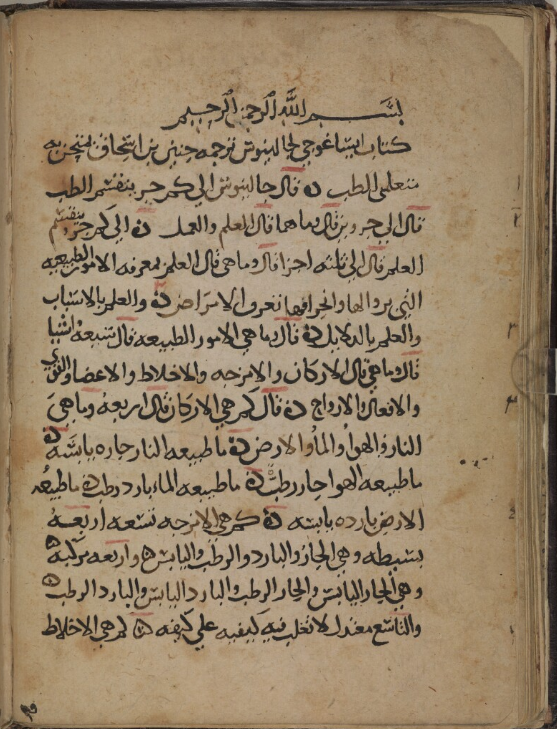
كتاب «إيساغوجي» المنسوب خطأ لجالينوس - ترجمه حنين بن إسحق.

الأورغانون هي مجموعة كتب أرسطو في المنطق. و«أورغانون» كلمة إغريقية تعني «الآلة». وسميت بهذا الاسم لأن المنطق عند أرسطو هو «آلة العلم» أو وسيلته للوصول إلى الصواب.
وهذه الكتب هي:
- ايساغوجي أو المدخل (وضعه فرفوريوس الصوري ليكون مدخلا لتوضيح كلام أرسطو).[5]
- قاطيوغورياس أو المقولات.
- باري ارمانياس أو العبارة.
- انا لوطيقا الأولى أو التحليلات الأولى أو القياس.
- انا لوطيقا الثانية أو التحليلات الثانية أو البرهان.
- طوبيقا أو الجدل.
- سوفسطيقا أو السفسطة.
- ريطوريقا أو الخطابة.
- بويطيقا أو الشعر.[6]

## النقل إلى العربية
قيل إن ابن المقفع نقل الكتب الأربع الأولى من الأورغانون، وهي «إيساغوجي» و«قاطيغورياس» و«باري ارمانياس» و«انالوطيقا» من البهلوية إلى العربية، لكن ترجمات ابن المقفع هذه كلها مفقودة. كما قيل أن خالد بن يزيد بن معاوية طلب من بعض العلماء اليونايين المقيمين في الإسكندرية، طلب منهم ترجمة كتب الأورغانون إلى العربية.
كما ترجمت كتب الأورغانون إلى العربية ضمن حركة الترجمة التي وصلت ذروتها في بيت الحكمة ببغداد في عصر المأمون.
وقد حققت هذه الترجمات مرتين؛ مرة من قبل عبد الرحمن بدوي (١٩٨٠ م) عن مخطوطة في مكتبة باريس، والثانية بواسطة فريد جبر (١٩٩٩ م) عن المخطوطة نفسها.